# Svarants
Svarants (en arménien Սվարանց) est une communauté rurale du marz de Syunik en Arménie. En 2008, elle compte 286 habitants.